# Дорога на Веллесберг
«Дорога на Веллесберг» — первый рассказ Сергея Лукьяненко в цикле «Прекрасное далёко». Написан в 1988 году, первая публикация — в журнале «Простор» за 1990 год. Впервые представлен публике на семинаре «Дубулты-89», где вызвал бурную критику. В дальнейшем неоднократно переиздавался во многих сборниках.

## Сюжет
Земля, XXI век. Человечество процветает, общество в состоянии обеспечить любого необходимым для жизни минимумом благ. Неквалифицированным трудом занимаются машины, в результате чего труд каждого перестал быть необходимостью. Труд остаётся стимулом — работающий, даже на самой простой работе, вправе получить гораздо больше, чем неработающий.
Возраст совершеннолетия давно отменён. Человек считается взрослым с того момента, как сдаст экзамен и получит знак самостоятельности с запрессованным внутрь него идентификатором и надписью: «Достиг возраста персональной ответственности». Вторая ступень — коллективная ответственность, получивший его может работать там, где нужно нести ответственность за других. Как правило, знак персональной ответственности получают ещё в подростковом возрасте. Некоторые из получивших его, не желая жить с родителями, приобретать профессию, становиться частью благополучного общества, становятся роддерами (возможно, от англ. road — дорога), то есть рвут отношения с родными и начинают бродяжничать, живя на социальный минимум, предоставляемый обществом, время от времени, когда подворачивается возможность, берясь за простую работу.
Трое роддеров — Миша, Игорь и Дэйв — решили прервать свой полёт на стратолайнере и высадиться в незнакомом для них пустынном районе. Двигаясь по дороге, они приходят к дому, в котором живут мистер Эванс с женой и сыном Тимми. Мистер Эванс занимается созданием единого языка, основанного на логемах — единицах речи, которые имеют одинаковый смысл в любом из земных языков. С помощью генной инженерии Тим стал психокинетиком, он взглядом передвигает предметы. Эта способность даёт ему возможность лечить людей, делая операции, невозможные никаким другим способом. Он оперирует постоянно, и поэтому обречён на скорую деградацию и смерть — слишком частое применение способностей истощает организм. Но психокинетиков мало, и Тимми не может отказаться оперировать, ведь его отказ — это смерть пациента. В принципе, психокинетиком может стать каждый, кто введёт себе псикиноферрин (ПКФ) — вещество, встраивающееся в эритроциты. Проблема в том, что производство этого вещества никак не удаётся наладить. Миша — тоже мутант, ему генетически усилено обоняние. Именно он с помощью своего «суперобоняния», различающего великое множество запахов, смог однажды довести до конца синтез ПКФ, но потом отказался работать в лаборатории — запах ПКФ вызывает у него сильнейшие боли, которые практически невозможно терпеть. Однако, узнав о том, что Тим может умереть, если исследование не довести до конца, Миша решает вернуться в город Веллесберг и завершить работу над препаратом.